# Szavannanyúl
A szavannanyúl (Lepus microtis) Afrikaszerte elterjedt, bozótos szavannákon, füves területeken élő nyúlfaj.

## Megjelenése
Az afrikai szavannanyúl közepes méretű, az üregi nyúlnál valamivel nagyobb nyúlféle; súlya 1,5–3 kg (átlag 2 kg), hossza 41–58 cm. Bundájának színe élénkebb mint a többi nyúlfajé, háta szürkésbarna, hasa fehér; mellkasán, oldalán, nyakán, lábain vörösbarnán foltos. Farka rövid és bozontos, felül fekete, alul fehér. Fülvégei feketék. Hegyvidéken jellemzően sötétebb árnyalatú, erőteljesebb rozsdabarna foltokkal. Ott ahol együtt él a fokföldi nyúllal, színezetük nagyon hasonló. A fajra jellemző a metszőfogain található mély barázda. A fokföldi nyulaktól hosszabb orra is megkülönbözteti.
Négy alfaja ismert:
- L. microtis angolensis
- L. microtis microtis
- L. microtis senegalensis
- L. microtis whytei

## Elterjedése
Mint neve is mutatja, a szavannanyúl a szubszaharai Afrika bozótos, ligetes szavannáin, sík vagy hegyes füves területein érzi otthon magát, a Száhel-övezetben az Atlanti-óceántól Szudánig és Nyugat-Etiópiáig; valamint Kelet- és Délkelet-Afrikában. Algériában Beni Abbes közeléből ismert egy elszigetelt populációja. Élettere átfed a fokföldi nyúléval és érintkezik a bozóti nyúléval és az egyiptomi nyúléval. Egy vizsgálatban a megfigyelt nyulak 83%-a bozótosban volt megtalálható és csak 15%-uk merészkedett ki a nyílt rétre.

## Életmódja
A szavannanyulak jellemzően magányos állatok, de a számára különösen jó területeken kettes-hármas csoportok is megfigyelhetők. Szinte kizárólag éjszaka mozog, napközben csak elvétve lehet találkozni vele. A ragadozók elől elbújik, védőszínében bízva; de nagyon jó futók is, csúcssebességük eléri a 70 km/h-t. Futás közben gyakran nagyokat ugrik oldalra, hogy a szagát követő ragadozók nyomát veszítsék. Ha üldözik, sokszor földimalacok vagy varacskos disznók odújában keres menedéket.
Elsősorban különböző füvekkel és lágyszárú növényekkel táplálkozik. Megrágják a fák és bokrok gyökereit, kérgét, hajtásait is, megeszik a lehullott gyümölcsöket és bogyókat, esetenként gombákat is. A többi nyúlféléhez hasonlóan az éjszaka folyamán termelt lágyabb ürülékét újra megeszi, hogy hasznosítsa a bélrendszerében élő baktériumok által feldolgozott cellulózt. Napközben kemény, szinte tápanyagmentes ürüléket produkál.
Természetes ellenségeik a kisebb macska- és kutyafélék, a ragadozó madarak és a kígyók. Ha üldözik cikázva menekül, néha nagyot ugorva, hogy szagnyomát megszakítsa. Társait hátsó lábainak doboló mozdulataival figyelmezteti a veszélyre. Látása, hallása és szaglása is igen jó, messziről képes észrevenni a ragadozókat. Kommunikációjába a lábbal doboláson kívül a fogcsikorgatás, fülének helyzete és hangjelek tartoznak. A nőstény bégető-mekegő hanggal hívja kicsinyeit. Ha elfogják vagy megsebesül, hangosan visít.
Szaporodása csak kevéssé tanulmányozott. Vemhes szavannanyulakat egész évben lehet találni, ami arra utal, hogy párzásuk nem évszakhoz kötött. Párzás idején több hím követi a nőstényt és egymással sokszor összeverekednek. Táplálékhiány esetén a nőstény képes leállítani a vemhességét és szervezete felszívja az embriókat. Évente többször is párzanak, vemhességi idejük 25-50 nap. Átlagos utódszáma egy ellésből 1,6, de a nőstény évente négy ellésből akár nyolc utódot is felnevel. 

## Természetvédelmi helyzete
A szavannanyúl nagy területen elterjedt, gyakori faj, léte biztosítottnak látszik. A Természetvédelmi Világszövetség Vörös listáján nem fenyegetett státusszal szerepel. A helybeli lakosság húsért és bőréért, prémjéért vadássza. Helyenként elszaporodhat és mezőgazdasági károkat okoz. 